# فرودگاه ودوکودی
فرودگاه ودوکودی  (به انگلیسی: Vodochody Airport) (به زبان بومی: Letiště Vodochody) یک فرودگاه خصوصی با کد یاتا VOD است که یک باند فرود آسفالت/بتن دارد و طول باند آن ۲۵۰۰ متر است. این فرودگاه در شهر پراگ کشور جمهوری چک قرار دارد و در ارتفاع ۲۸۰ متری از سطح دریا واقع شده است.